# بلدة فان بورن مقاطعة مديسون (إنديانا)
بلدة فان بورن، مقاطعة مديسون (بالإنجليزية: Van Buren Township, Madison County, Indiana)‏ هي منطقة سكنية تقع في الولايات المتحدة في مقاطعة ماديسون ( انديانا ).  يقدر عدد سكانها بـ 1,861 نسمة  وترتفع عن سطح البحر 271 متر.